# James E. Sandstrom
James Edward Sandstrom (* 1. April 1949 in Minneapolis, Hennepin County, Minnesota; † 18. August 2010) war ein Generalmajor der United States Air Force. Er war unter anderem Kommandeur der 19. Luftflotte (Nineteenth Air Force).
Im Jahr 1971 absolvierte er die United States Air Force Academy in Colorado Springs. Nach seiner Graduation wurde er als Leutnant in das Offizierskorps der Air Force aufgenommen. In der Folge durchlief er alle Offiziersgrade vom Leutnant bis zum Zwei-Sterne-General.
Im Lauf seiner militärischen Karriere absolvierte er verschiedene Kurse und Schulungen. Dazu gehörten unter anderem eine Ausbildung zum Kampfpiloten und weitere Fortbildungskurse als Pilot neuer Flugzeugtypen; die Squadron Officer School auf der Maxwell Air Force Base in Alabama; das Air Command and Staff College, ebenfalls auf der Maxwell AFB, und das Industrial College of the Armed Forces in Fort Lesley J. McNair in Washington, D.C. Außerdem erhielt er akademische Grade von der Purdue University, der Syracuse University und der Johns Hopkins University.
In seinen frühen Jahren als Offizier der Luftwaffe war er an verschiedenen Stützpunkten stationiert. Dabei war er als Pilot, Flugausbilder, Waffenoffizier oder Stabsoffizier bei unterschiedlichen Einheiten tätig. Dazwischen absolvierte er die erwähnten Schulungen. Zwischen Januar 1974 und Januar 1975 war er als Kampfpilot mit der 421. Kampfstaffel (421st Tactical Fighter Squadron) auf der Udorn Royal Thai Air Force Base in Thailand stationiert. Danach setzte er seine Laufbahn in den Vereinigten Staaten fort.
Zwischen Juni 1985 und Juni 1987 kommandierte James Sandstrom als Oberstleutnant die auf der Nellis Air Force Base in Nevada stationierte 430. Kampfstaffel (430th Tactical Fighter Squadron). Daran schloss sich bis zum Juni 1988 sein Studium am Industrial College of the Armed Forces an. Es folgte eine Versetzung nach Hawaii. Auf dem dortigen Stützpunkt Camp H. M. Smith gehörte er bis zum Juli 1990 als Chief of Current Operations dem Stab des United States Pacific Commands an.
Sandstroms nächste Mission führte ihn auf die Luke Air Force Base in Arizona. Zwischen August 1990 und August 1991 leitete er dort die Stabsabteilung für Operationen beim 58. Ausbildungsgeschwader (58th Tactical Training Wing). Anschließend wurde er zur Langley Air Force Base in Virginia versetzt, wo er bis zum April 1992 dem Stab des Tactical Air Commands angehörte. Danach erhielt er auf der Hill Air Force Base in Utah den Oberbefehl über das 388. Kampfgeschwader (388th Fighter Wing), das er zwischen April 1992 und Mai 1994 innehatte.
Als Nächstes erhielt James Sandstrom das Kommando über das auf der Pope Air Force Base in North Carolina ansässige 23. Geschwader. Diese Aufgabe nahm er zwischen Mai 1994 und Januar 1996 wahr. Diese Zeit war allerdings zwischen November 1994 und Februar 1995 durch eine Versetzung nach Saudi-Arabien unterbrochen, wo er das 4404. Geschwader (4404th Composite Wing) kommandierte.
Zwischen Januar 1996 und Dezember 1998 gehörte er in unterschiedlichen Funktionen dem Stab des Hauptquartiers der Luftwaffe in Washington, D.C. an. Es folgte eine Versetzung zur MacDill Air Force Base in Florida. Dort gehörte er zwischen Dezember 1998 und Juni 2001 als Director of Operations dem Stab des United States Central Commands an. Danach gehörte er für einige Zeit dem Stab des Air Education and Training Commands an.
Am 20. Januar 2002 übernahm James Sandstrom als Nachfolger von Steven R. Polk auf der Randolph Air Force Base in Texas das Kommando über die 19. Luftflotte. Dieses Amt bekleidete er bis zum 11. Juni 2004, als er von Edward R. Ellis abgelöst wurde. Anschließend schied er aus dem aktiven Militärdienst aus.
Während seiner aktiven Zeit als Militärpilot absolvierte er über 3400 Flugstunden auf verschiedenen Flugzeugtypen.
Nach seiner Pensionierung war James Sandstrom im Vorstand der Firma Lockheed Martin tätig. Der seit 1980 mit Jean Teresa McInerney (1955–2017) verheiratete Offizier starb nach kurzer Krankheit am 19. August 2010 und wurde auf dem Dallas-Fort Worth National Cemetery in Texas beigesetzt.

## Daten der Beförderungen
| Abzeichen | Rang               | Jahr              |
| --------- | ------------------ | ----------------- |
|           | Second Lieutenant  | 9. Juni 1971      |
|           | First Lieutenant   | 9. Dezember 1972  |
|           | Captain            | 9. Juni 1975      |
|           | Major              | 1. November 1981  |
|           | Lieutenant Colonel | 1. März 1984      |
|           | Colonel            | 1. August 1989    |
|           | Brigadier General  | 1. September 1994 |
|           | Major General      | 20. März 1998     |

## Orden und Auszeichnungen
James Sandstrom erhielt im Lauf seiner militärischen Laufbahn unter anderem folgende Auszeichnungen:
- Air Force Distinguished Service Medal
- Defense Superior Service Medal
- Legion of Merit
- Air Force Commendation Medal
- Defense Meritorious Service Medal
- Meritorious Service Medal